# Vinaixa
Vinaixa là một đô thị trong tỉnh Lérida, cộng đồng tự trị Cataluña Tây Ban Nha. Đô thị Vinaixa có diện tích là 37,6 ki-lô-mét vuông, dân số năm 2009 là 609 người với mật độ 16,2 người/km². Đô thị Vinaixa có cự ly km so với tỉnh lỵ Lérida.